# La Pobla de Vallbona
La Pobla de Vallbona är en ort i Spanien.   Den ligger i provinsen Província de València och regionen Valencia, i den östra delen av landet, 280 km öster om huvudstaden Madrid. La Pobla de Vallbona ligger 112 meter över havet och antalet invånare är 20 431.
Terrängen runt La Pobla de Vallbona är platt. Runt La Pobla de Vallbona är det tätbefolkat, med 369 invånare per kvadratkilometer. Närmaste större samhälle är Paterna, 15,0 km sydost om La Pobla de Vallbona. Trakten runt La Pobla de Vallbona består till största delen av jordbruksmark.